# Лотта у Веймарі (фільм)
«Лотта у Веймарі» (нім. Lotte in Weimar) — художній фільм Еґона Ґюнтера за однойменною книгою Томаса Манна змальовує зустріч двох літніх людей — Ґете і Шарлотти Кестнер, яка є прообразом Лотти зі всесвітньо відомого роману «Страждання молодого Вертера».
Кінокартина має складну багатомірну структуру. Вона вміщує в себе декілька історичних планів. На екрані з'являється Веймар XX ст. з машинами на старих вулицях, він же, але 1816 року з тогочасним антуражем: солдатські біваки, військовий лазарет, вступ у місто козаків (тривають наполеонівські війни), — нарешті, молодість головних героїв, що виринає у спогадах Лотти. Картина вміщує також і декілька ментальних планів: спогади межують з фантазіями, реальні події переплетені з уявленнями міщан про Вертера та його кохану Лотту, суперечлива фігура Ґете висвітлена, окрім як грою акторів, поглядами багатьох персонажів. Відповідно надзвичайно багатою є емоційна палітра картини.
1975 року фільм був обраний для показу в програмі Каннського фестивалю.
Попри певні спрощення та пропуски, екранізація Ґюнтером твору Томаса Манна визнана вдалою. За два роки відбулася світова прем'єра «Страждань молодого Вертера» у викладі цього ж німецького режисера.